# Legia Varsovie (hockey sur glace)
Pour les articles homonymes, voir Legia Varsovie.
Le Legia Varsovie (en polonais : Legia Warszawa) est un club de hockey sur glace de Varsovie dans la voïvodie de Mazovie en Pologne. Il évolue en Ligue 1 polonaise, le second échelon polonais.

## Historique
Le club est créé en 1927. Il a remporté l'Ekstraliga à treize reprises.

## Palmarès
- Vainqueur de la Ekstraliga[1] : 1967, 1964, 1963, 1961, 1959, 1957, 1956, 1955, 1954, 1953, 1952, 1951, 1933.